# Liste der Biografien/Coli
Liste der Biografien |
Portal Biografien |
Personensuche
# |
A |
B |
C |
D |
E |
F |
G |
H |
I |
J |
K |
L |
M |
N |
O |
P |
Q |
R |
S |
T |
U |
V |
W |
X |
Y |
Z |
?
 
Ca |
Cb |
Cc |
Ce |
Ch |
Ci |
Cj |
Ck |
Cl |
Cm |
Cn |
Co |
Cr |
Cs |
Ct |
Cu |
Cv |
Cw |
Cy |
Cz
 
Coa–Cod |
Coe–Cok |
Col |
Com |
Con |
Coo–Coq |
Cor |
Cos |
Cot |
Cou |
Cov |
Cow |
Cox |
Coy |
Coz
 
Cola |
Colb |
Colc |
Cold |
Cole |
Colf |
Colg |
Colh |
Coli |
Colk |
Coll |
Colm |
Coln |
Colo |
Colp |
Colq |
Colr |
Cols |
Colt |
Colu |
Colv |
Colw |
Coly |
Colz
Die Liste der Biografien führt alle Personen auf, die in der deutschsprachigen Wikipedia einen Artikel haben. Dieses ist eine Teilliste mit 88 Einträgen von Personen, deren Namen mit den Buchstaben „Coli“ beginnt.

## Coli
- Coli, Bruno (* 1957), italienischer Komponist
- Coli, François (1881–1927), französischer Flugpionier

### Colia
- Colianni, John (1962–2023), US-amerikanischer Jazzmusiker (Piano)

### Colib
- Coliban, Sorin (* 1971), rumänischer Opernsänger der Stimmlage Bassbariton

### Colic
- Čolić, Kemir (* 1994), deutscher Politiker (SPD), MdHB
- Čolić, Ratko (1918–1999), jugoslawischer Fußballspieler
- Colic, Vinko (* 2003), österreichischer Fußballspieler
- Čolić, Zdravko (* 1951), jugoslawischer bzw. serbischer MusikerZdravko Čolić (* 1951)

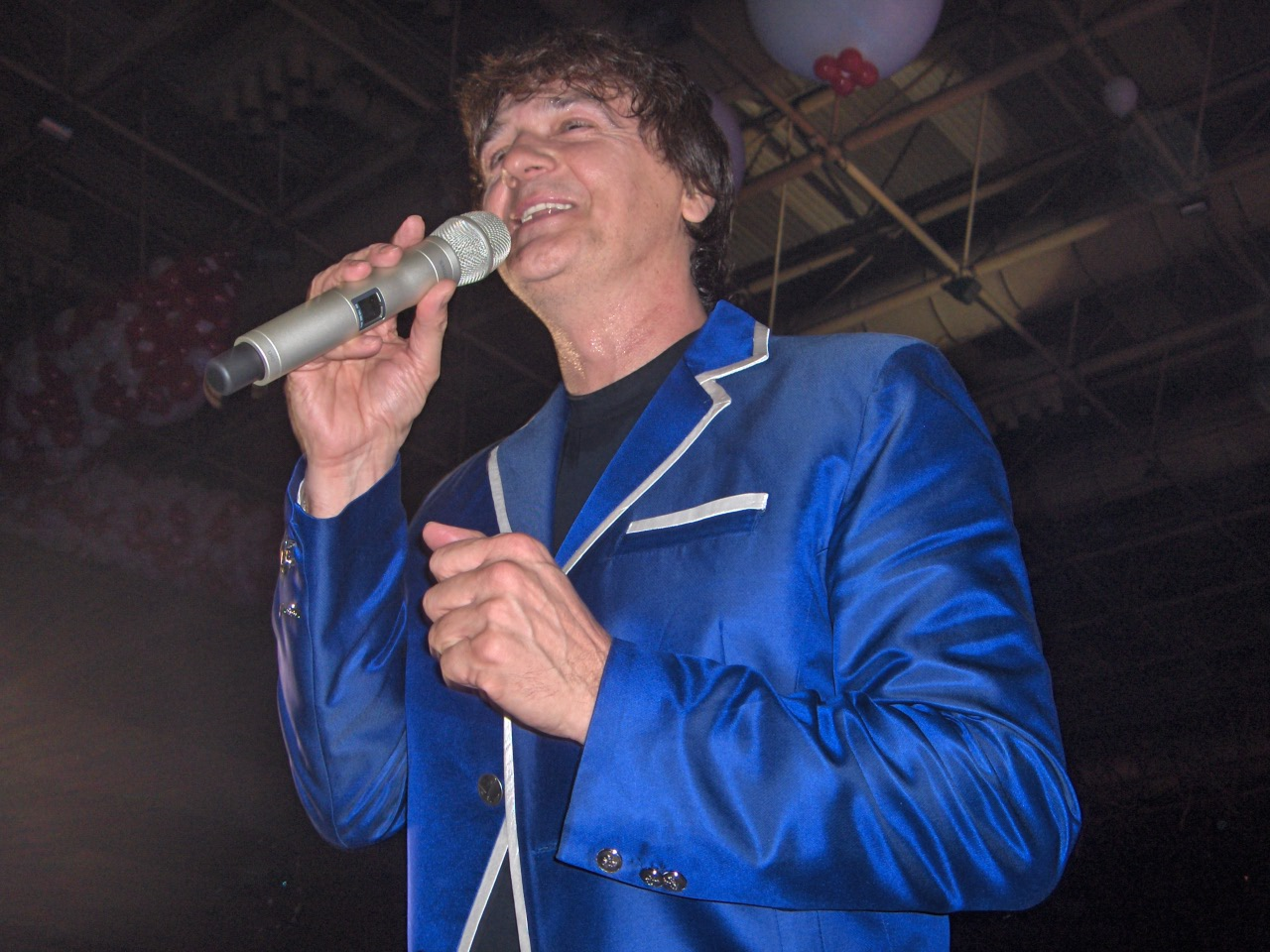
Zdravko Čolić (* 1951)

- Čolić-Prizmić, Daniela (* 1966), kroatische Film-, Fernseh- und Theaterschauspielerin
- Coliche, Gérard (* 1940), französischer römisch-katholischer Geistlicher, emeritierter Weihbischof in Lille
- Colicos, John (1928–2000), kanadischer Schauspieler

### Colid
- Colidio, Facundo (* 2000), argentinisch-italienischer Fußballspieler

### Colig
- Čolig, Ivica (* 1955), jugoslawischer Radrennfahrer
- Coligado, Emy (* 1971), philippinisch-US-amerikanische Schauspielerin
- Colignon, Marie-France (* 1959), französische Judoka
- Colignon, Raymond (1907–1987), belgischer Jazz- und Unterhaltungsmusiker (Piano, Orgel und Arrangement)
- Coligny, François de (1557–1591), französischer Adeliger, Kommandant und Hugenottenführer
- Coligny, Gaspard I. de, seigneur de Châtillon († 1522), Marschall von Frankreich
- Coligny, Gaspard II. de (1519–1572), französischer Admiral und HugenottenführerGaspard II. de Coligny (1519–1572)

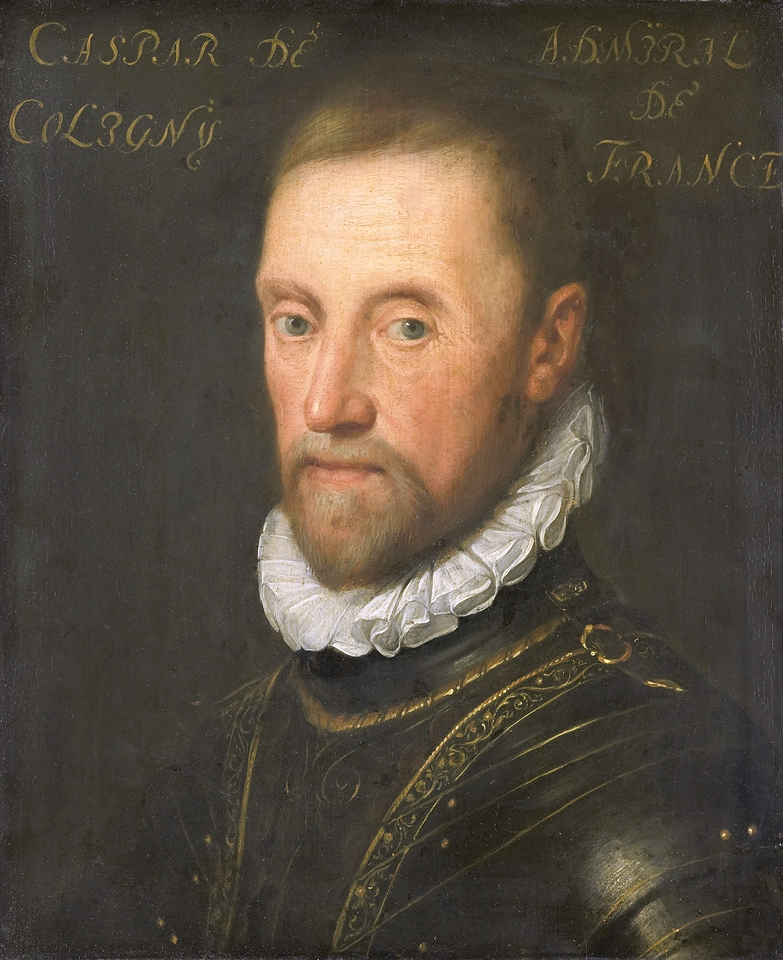
Gaspard II. de Coligny (1519–1572)

- Coligny, Gaspard III. de (1584–1646), Marschall von Frankreich
- Coligny, Gaspard IV. de (1620–1649), französischer Graf und Herzog sowie Pair von Frankreich
- Coligny, Louise de (1555–1620), durch Heirat Fürstin von Oranien-Nassau
- Coligny, Odet de (1517–1571), Erzbischof von Toulouse, französischer Hugenottenführer
- Coligny-d’Andelot, François de (1521–1569), Generaloberst der französischen Infanterie

### Colij
- Colijn, Helen (1920–2006), niederländische Publizistin
- Colijn, Hendrikus (1869–1944), niederländischer Militär, Geschäftsmann und Politiker
- Colijn, Luc (* 1958), belgischer Radrennfahrer

### Colil
- Colillas, Ramón (* 1988), spanischer Pokerspieler

### Colim
- Colimon, François (1934–2022), haitianischer Ordensgeistlicher und römisch-katholischer Bischof von Port-de-Paix

### Colin
- Colín Cruz, Florencio Armando (* 1950), mexikanischer Geistlicher und römisch-katholischer Bischof von Puerto Escondido
- Colin de Verdière, Yves, französischer Mathematiker
- Colin Muset, französischer Spielmann
- Colin, Alexander († 1612), flämischer Bildhauer
- Colin, André (1910–1978), französischer Politiker (MRP, UDF), Minister, Senator und Mitglied der Nationalversammlung
- Colin, Anthony (* 1985), französischer Straßenradrennfahrer
- Colin, Charles (1832–1881), französischer Oboist, Organist, Musikpädagoge und Komponist
- Colin, Charles (1913–2000), US-amerikanischer Jazzmusiker, Autor und Musikpädagoge
- Colin, Denis (* 1956), französischer Jazzmusiker und Komponist
- Colin, Fabrice (* 1972), französischer Schriftsteller
- Colin, Friedrich (1844–1909), deutscher Kaufmann und Offizier
- Colin, Gérard (* 1958), französischer Skispringer
- Colin, Grégoire (* 1975), französischer Filmschauspieler
- Colin, Gustave (1828–1910), französischer Maler des Impressionismus
- Colin, Jean-Claude (1790–1875), Gründer der Maristen-Patres
- Colin, Jean-Jacques (1784–1865), französischer Chemiker
- Colin, Jean-Paul (* 1934), französischer Romanist, Linguist und Lexikograf
- Colin, Johann Wilhelm (1790–1870), deutscher Politiker
- Colin, Jurgen (* 1981), niederländischer Fußballspieler
- Colin, Louis (1821–1881), Schweizer Fotograf
- Colin, Luc (1935–1999), französischer Skilangläufer
- Colin, Margaret (* 1958), US-amerikanische SchauspielerinMargaret Colin (* 1958)

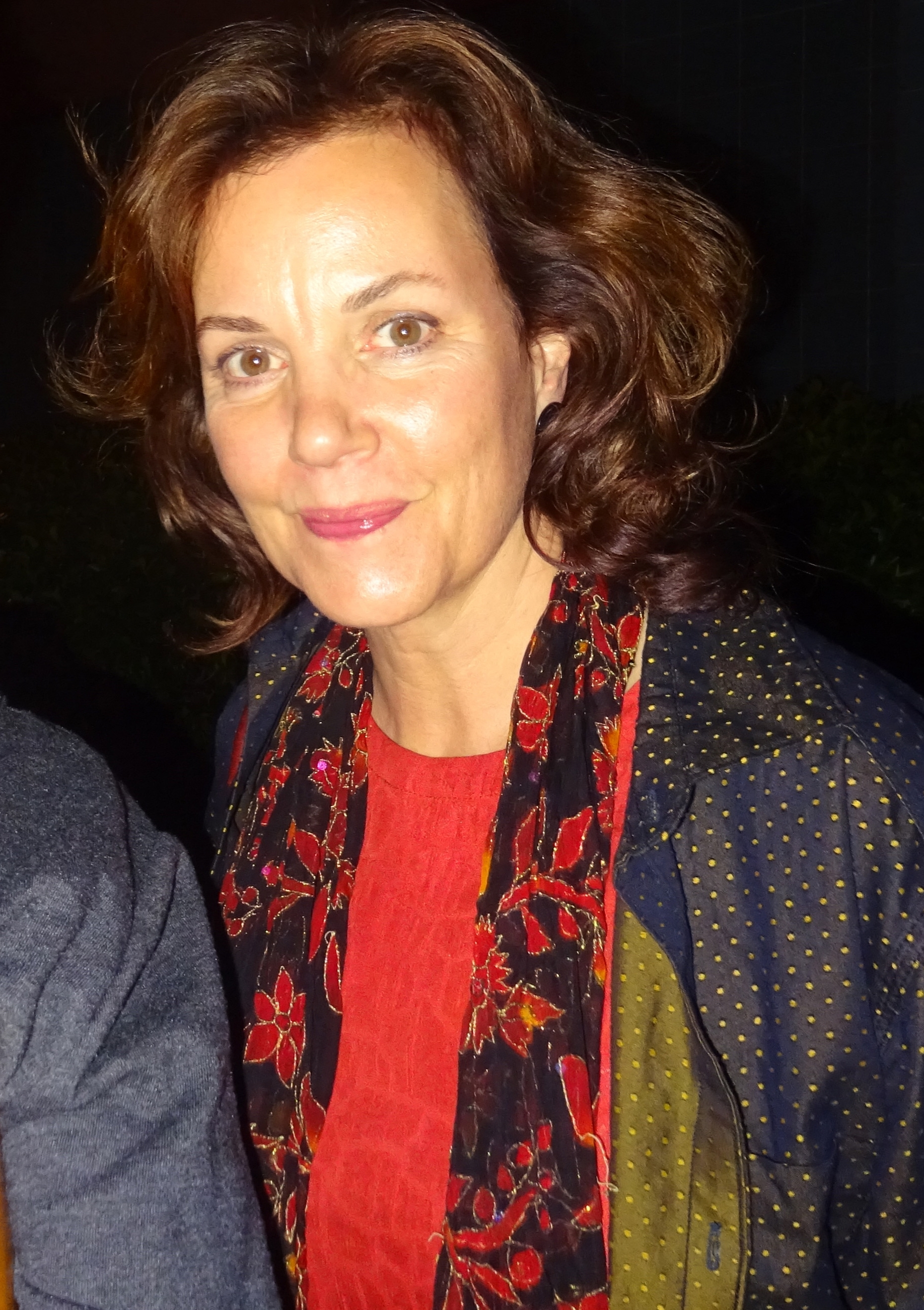
Margaret Colin (* 1958)

- Colín, María (* 1966), mexikanische Geherin
- Colin, Maxime (* 1991), französischer Fußballspieler
- Colín, Noé (* 1969), mexikanischer Opernsänger (Bassbariton)
- Colin, Paul (1892–1985), französischer Gebrauchsgrafiker, Dekorateur und Maler
- Colin, Paul (1920–2018), französischer Schriftsteller
- Colin, Ralph F. (1900–1985), amerikanischer Rechtsanwalt, Kunstsammler und Mäzen
- Colin, Richarno (* 1987), mauritischer Boxer
- Colin, Vladimir (1921–1991), rumänischer Schriftsteller
- Colin-Oesterlé, Nathalie (* 1965), französische Politikerin (Les Centristes), MdEP
- Colin-Reval, Marcel (1905–2004), französischer Filmfachjournalist
- Čolina, David (* 2000), kroatischer Fußballspieler
- Colina, Javier (* 1960), spanischer Kontrabassist (Jazz, Weltmusik)
- Colina, Josip (* 1980), bosnisch-herzegowinischer Fußballspieler
- Colina, Lolita de la (* 1948), mexikanische Singer-Songwriterin
- Colinas, Antonio (* 1946), spanischer Dichter, Schriftsteller und Übersetzer
- Colindres Abarca, Fabio Reynaldo (* 1961), salvadorianischer Geistlicher, römisch-katholischer Bischof von San Miguel
- Colindres, Daniel (* 1985), costa-ricanischer Fußballspieler
- Colindres, Paul von (1696–1766), spanischer Kapuziner und Generalminister (Generaloberer) des Gesamtordens
- Colinelli, Gérard (1953–2010), französischer Radrennfahrer
- Colines, Simon de, französischer Graveur und Drucker
- Colinet de Lannoy, franko-flämischer Komponist und Sänger der frühen Renaissance
- Colinet, Claire (1880–1950), französische Bildhauerin des Art déco
- Colinet, Jérôme (* 1983), belgischer Fußballspieler
- Colinet, Marie, Schweizer Hebamme und Wundärztin
- Colini, Antonio Maria (1900–1989), italienischer Klassischer Archäologe
- Colini, Finlay († 1419), schottischer Geistlicher
- Colins, François-Louis (1699–1760), französischer Maler, Restaurator und Kunsthändler
- Colins, Jean de (1783–1859), französischer Sozialphilosoph

### Colis
- Colish, Marcia L. (1937–2024), US-amerikanische Mediävistin
- Colista, Lelio (1629–1680), italienischer Komponist und Lautenist

### Colit
- Colita (1940–2023), spanische Fotografin
- Colito, Augusto Renato (* 1997), spanischer Volleyballspieler

### Coliu
- Coliu, Dumitru (1907–1985), rumänischer Politiker (PCR) und Generalmajor

### Coliv
- Coliva, Anna (* 1953), italienische Kunsthistorikerin, Direktorin der Galleria Borghese in Rom

### Coliz
- Colizzi, Alessandro (* 1962), italienischer Regisseur und Autor
- Colizzi, Giuseppe (1925–1978), italienischer Filmregisseur und Filmproduzent
- Colizzi, Pino (* 1937), italienischer Schauspieler und Synchronsprecher